# Marceli Lubomirski
Marceli Lubomirski  herbu Szreniawa bez Krzyża (ur. 15 marca 1810, zm. 18 sierpnia 1865 w Neuilly-sur-Seine koło Paryża) – książę, polityk emigracyjny, wolnomularz, członek Komitetu Polskiego w Paryżu w czasie powstania styczniowego.
Był synem  Józefa Lubomirskiego właściciela dóbr Dubno, senatora-kasztelana Królestwa Polskiego w l. 1825-31; wnukiem Michała generała wojsk koronnych i ojcem Józefa Maksymiliana powieściopisarza francuskiego.
Poślubił Jadwigę Jabłonowską, córkę Maksymiliana Jabłonowskiego 4 kwietnia 1837 r. w Warszawie.